# Исаков, Иван Степанович
Ива́н Степа́нович Иса́ков (арм. Հովհաննես Ստեփանի Իսակով (Տեր-Իսահակյան), Ованес Тер-Исаакян; 10 [22] августа 1894, Аджикенд, Елизаветпольская губерния, Российская империя — 11 октября 1967, Москва, СССР) — советский военачальник, Адмирал Флота Советского Союза (3 марта 1955 года). Герой Советского Союза (1965). Лауреат Сталинской премии (1951). Член-корреспондент АН СССР (1958). Член Союза писателей СССР (1964). Депутат Верховного Совета СССР 1-го созыва.

## Дореволюционная биография
Родился в семье дорожного техника Степана Егоровича Исаакяна, русифицировавшего фамилию на «Исаков», и Иды Антоновны Лауэр, родом из Дерпта (Эстония). Армянин. Отец рано умер, и воспитанием троих детей занимались мать и её брат Пётр Лауэр. П.А. Лауэр был инженером-технологом, но мечтал о службе на флоте. Иван окончил реальное училище в Тифлисе в 1913 году. В том же году поступил в Санкт-Петербургский практический технологический институт, но окончил только первый курс.
С началом Первой мировой войны, 15 сентября 1914 года, поступил на службу в Российский императорский флот. Окончил Отдельные гардемаринские классы в марте 1917 года, получил звание мичмана. С мая 1917 года служил на Балтийском флоте ревизором на эсминце «Изяслав». Участвовал в Первой мировой войне (Моонзундское сражение). В январе 1918 года назначен старшим помощником командира этого эсминца, участвовал в Ледовом походе Балтийского флота.

## Гражданская война и межвоенное время
С августа по декабрь 1918 года был помощником командира транспорта «Трансбалт». В июле 1919 года окончил курсы командиров траления и заграждения. С июля 1919 — командир сторожевого корабля «Кобчик» на Балтике. В феврале 1920 года переведён на Волжско-Каспийскую военную флотилию, где был назначен флаг-специалистом по речному тралению. Одновременно в марте—июне 1920 года временно командовал эсминцем «Деятельный». В составе флотилии участвовал в Энзелийской операции.
С июля 1920 года вновь служил на Балтийском флоте: командир тральщика «Якорь», с августа 1920 — старший помощник командира эсминца «Победитель», с декабря 1920 — старший помощник командира и командир эсминца «Изяслав».
В ноябре 1922 года переведён на Чёрное море, служил начальником береговой обороны и Южного района службы наблюдения и связи Морских сил Чёрного моря (МСЧМ) в Батуме, с января 1923 — начальник Южно-Черноморского отделения службы наблюдения и связи МСЧМ, с апреля 1923 — старший морской начальник Батумской морской базы, с августа 1923 года — начальник оперативного отделения службы наблюдения и связи МСЧМ, с октября 1923 — помощник начальника оперативной части штаба МСЧМ, с августа 1924 года — командир эсминца «Иван Выговский» (бывший «Корфу») (в феврале 1925 переименован в «Петровский»), с октября 1925 — помощник начальника штаба береговой обороны МСЧМ по оперативной части, с апреля 1926 — помощник начальника и начальник (с сентября 1926) оперативного отдела штаба МЧСМ. В мае-июне 1928 года выполнил морской поход в Турцию, будучи исполняющим обязанности штаба отдельного дивизиона эсминцев. С августа 1928 года — начальник штаба МСЧМ. В 1928 году окончил курсы усовершенствования высшего начальствующего состава при Военно-морской академии.
С ноября 1929 года служил помощником начальника отдела и начальником сектора в Оперативном управлении Штаба РККА. С декабря 1931 по март 1932 года находился в правительственной командировке на Дальнем Востоке. С марта 1932 года — старший преподаватель кафедры стратегии и оперативного искусства Военно-морской академии имени К. Е. Ворошилова. В мае-июне 1933 — начальник штаба Экспедиции особого назначения № 1, а в июне-октябре 1933 — командир экспедиции особого назначения № 2 по переводу боевых кораблей с Балтийского моря на Север по Беломорско-Балтийскому каналу. С октября 1933 года назначен начальником штаба Балтийского флота, в августе 1935 года был снят с должности за гибель подводной лодки Б-3 во время учений. Опять был направлен в Военно-морскую академию имени К. Е. Ворошилова, где был преподавателем, затем старшим руководителем командного факультета.
С января 1937 года — вновь начальник штаба Балтийского флота. С августа 1937 года — командующий Балтийским флотом. С января 1938 по апрель 1939 года — заместитель Народного комиссара Военно-Морского Флота СССР и одновременно по совместительству в июне 1938 — сентябре 1939 года был начальником Военно-морской академии имени К. Е. Ворошилова. В феврале — мае 1939 года во главе специальной группы находился в правительственной командировке в Соединённых Штатах Америки с целью изучения судостроительной промышленности. С апреля 1939 по февраль 1946 года был первым заместителем народного комиссара ВМФ СССР. В 1939 году вёл переговоры с правительствами Эстонии и Латвии по вопросам аренды портов этих стран для базирования кораблей Балтийского флота СССР. Участвовал в советско-финской войне, оказывая помощь командующему Балтийским флотом и отвечая за взаимодействие флота с сухопутными войсками. С октября 1940 по июнь 1942 года — начальник Главного морского штаба ВМФ.
Член ВКП(б) с 1939 года.
В 1937 году защитил диссертацию «Операция японцев против Циндао в 1914 г.» на соискание учёной степени кандидата военно-морских наук. В 1940 году был утверждён в учёной степени кандидат военно-морских наук.
В 1939 году утверждён в звании доцента.

## Великая Отечественная война
С началом Великой Отечественной войны, будучи первым заместителем наркома ВМФ СССР и начальником Главного морского штаба, отвечал за организацию действий флота. Многократно направлялся на фронт. Так, летом и осенью 1941 года координировал боевые действия Балтийского флота, Ладожской и Чудской военных флотилий с сухопутными войсками. В конце 1941 года участвовал в подготовке Керченско-Феодосийской десантной операции. В декабре 1941 года был в командировке на Дальнем Востоке, проверяя готовность флота к отражению возможного нападения Японии. С апреля 1942 года — заместитель главнокомандующего войсками Северо-Кавказского направления и Северо-Кавказского фронта, с августа 1942 года — заместитель командующего и член Военного Совета Закавказского фронта. На этих постах координировал действия Черноморского флота и сухопутных войск при обороне Севастополя и в битве за Кавказ.
Иван Исаков принимал активное участие в создании «Дороги жизни».
4 октября 1942 года тяжело ранен во время Туапсинской операции — под Туапсе на Гойтхском перевале машина, в которой находились руководители обороны Кавказа Исаков, секретарь ЦК ВКП(б) Л. М. Каганович и командующий фронтом И. В. Тюленев, была обстреляна немецким самолётом. При этом Исаков получил тяжёлое ранение. В госпиталь раненого удалось доставить только через двое суток, когда уже началась гангрена, в связи с чем ему была произведена ампутация левой ноги. Несмотря на инвалидность, после длительного лечения в мае 1943 года продолжил службу во флоте. Доктор А. Л. Мясников оставил описание его ранения и лечения.

## Послевоенная служба и деятельность

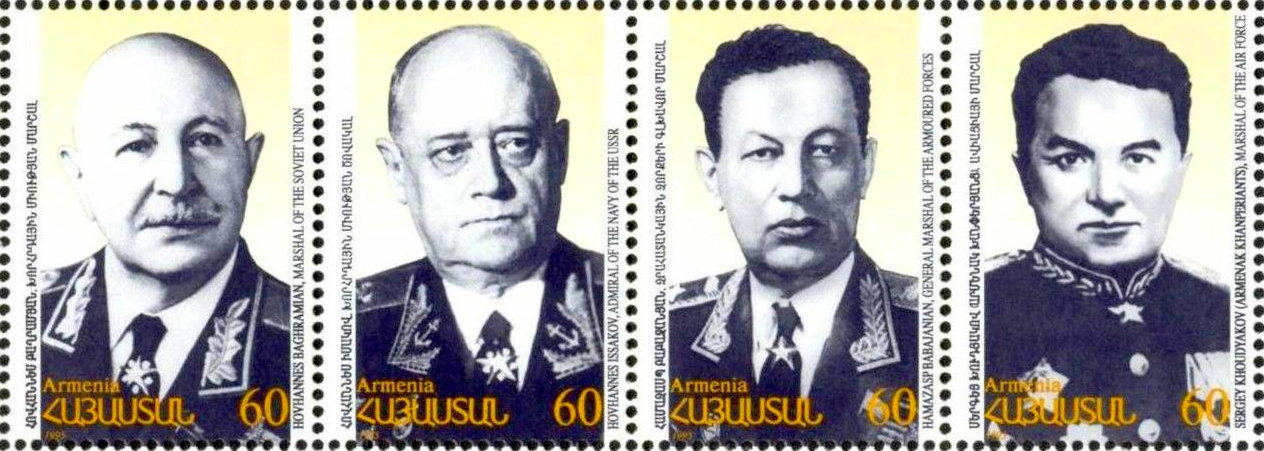
Почтовые марки Армении:
Баграмян, Исаков, Бабаджанян, Худяков.

В 1945 году был членом правительственной комиссии по подготовке условий капитуляции Германии. В феврале 1946 года был освобождён от должности первого заместителя наркома ВМФ СССР и назначен начальником Главного штаба ВМФ СССР — заместителем главкома ВМФ. С февраля 1947 года — заместитель Главнокомандующего ВМФ СССР по изучению и использованию опыта войны. В феврале 1950 года являлся заместителем военно-морского министра СССР. С мая 1950 года — в отставке по состоянию здоровья. С октября 1954 по декабрь 1955 года работал заместителем Министра морского флота СССР — председателем Технического совета министерства. В феврале 1956 года восстановлен на военной службе и назначен состоять для особых поручений при Министре обороны СССР. С апреля 1957 года — научный консультант при Министре обороны СССР по вопросам военной науки. С апреля 1958 года — генеральный инспектор Группы генеральных инспекторов СССР.
В 1947 году ему было присвоено звание «профессор стратегии и оперативного искусства».
С конца 1940-х годов много занимался научной и общественной работой. В 1947—1955 годах — ответственный редактор фундаментального трёхтомного издания «Морской атлас», за работу над которым был удостоен Сталинской премии. Автор серии научных трудов в области географии, изучения Мирового океана и военной истории (его первая статья была опубликована в журнале «Морской сборник» ещё в 1922 году). Военно-исторический консультант реставрации полотна панорамы «Оборона Севастополя». Член-корреспондент Академии наук СССР (1958). Почётный член Академии наук Армянской ССР (1967). Член Географического общества АН СССР с 1947 года. С 1954 по 1957 год — сотрудник, а с 1958 года — заместитель председателя Океанографической комиссии при Президиуме АН СССР, в 1955—1958 годах — член Учёного совета Института комплексных транспортных проблем АН СССР. Член научного совета по проблеме «Изучение океанов и морей и использование их ресурсов» Государственного Комитета Совета Министров СССР по науке и технике. Член редколлегии журнала «Океанология» (1961—1967).
Автор исторических и беллетристических сочинений, свыше 150 научных работ и публикаций, член Союза писателей СССР (1964). Был главным консультантом художественно-исторических фильмов «Адмирал Ушаков» и «Корабли штурмуют бастионы» (как профессор И. С. Исаков).
Указом Президиума Верховного Совета СССР от 7 мая 1965 года «за умелое руководство войсками, мужество, отвагу и героизм, проявленные в борьбе с немецко-фашистскими захватчиками, и в ознаменование 20-летия Победы советского народа в Великой Отечественной войне» Адмиралу Флота Советского Союза Исакову Ивану Степановичу присвоено звание Героя Советского Союза.
Избирался депутатом Верховного Совета СССР 1-го созыва (1937—1946). Был членом Президиума Советского комитета ветеранов войны (1956—1967), членом Комитета по присуждению Сталинских премий в области науки и изобретательства (1947—1951).
Скончался 11 октября 1967 года. Похоронен на Новодевичьем кладбище в Москве.

## Отзывы современников
Академик Абрам Алиханов вспоминал, что Сталин отзывался о нём: «настоящий адмирал флота, товарищ Исаков. Умница, без ноги, но с головой».

В связи с этим имеет хождение следующий исторический анекдот:
Адмирал И.Исаков с 1938 года был заместителем наркома Военно-Морского флота. Однажды в 1946 году ему позвонил Сталин и сказал, что есть мнение назначить его начальником Главного Морского штаба, в том году переименованного в Главный штаб ВМФ. Исаков ответил: «Товарищ Сталин, должен вам доложить, что у меня серьёзный недостаток: ампутирована одна нога». «Это единственный недостаток, о котором вы считаете необходимым доложить?» — последовал вопрос. «Да», — подтвердил адмирал. «У нас раньше был начальник штаба без головы. Ничего, работал. У вас только ноги нет — это не страшно», — заключил Сталин.

## Работы
- Операции подводных лодок. — Л., 1933. — Соавт.: Александров А. П. — Т. 1.
- Десантная операция. — Л.—М., 1934.
- Операция японцев против Циндао в 1914 г. — М.—Л., 1941. — Изд. 3-е.
- Военно-Морской Флот СССР в Великой Отечественной войне. — М.- Л., 1944.
- Красная Горка. Сталинская операция 13 — 16 июля 1919 г. — М., 1946.
- Использование подводных лодок для транспортных целей (в соавт. с Л. М. Еремеевым). — М., 1959.
- Рассказы о флоте. — М., 1962.
- Морские истории. — М., 1970.
- Каспий, 1920 год. — М., 1973.
- Морское притяжение. — М., 1984.
- Океанология, география и военная история. Избранные труды. — М., 1984.

## Воинские звания
- Капитан 1-го ранга (31.05.1936)
- Флагман 2-го ранга (01.09.1937)
- Флагман 1-го ранга (17.02.1938)
- Адмирал (04.06.1940)
- Адмирал флота (31.05.1944)
- Адмирал Флота Советского Союза (03.03.1955)

## Награды
- Герой Советского Союза (07.05.1965)
- шесть орденов Ленина (22.02.1938, 13.12.1942, 21.02.1945, 21.08.1954, 21.08.1964, 07.05.1965)
- три ордена Красного Знамени (21.04.1940, 03.11.1944, 06.11.1947)
- два ордена Ушакова 1-й степени (22.07.1944, 28.06.1945)
- орден Отечественной войны 1-й степени (22.02.1943)
- орден Красной Звезды (23.02.1934)
- медали СССР

иностранные ордена
- Орден Национального освобождения (Югославия, 1946)
- два ордена Партизанской звезды 1-й степени (Югославия)
- орден «Крест Грюнвальда» 1-го класса (Польша, 1946)
- Сталинская премия (1951)
- Почётный член Мексиканской национальной академии военных исследований (1958, за создание «Морского атласа»)

## Память
- Памятник адмиралу установлен в Ереване (2005).

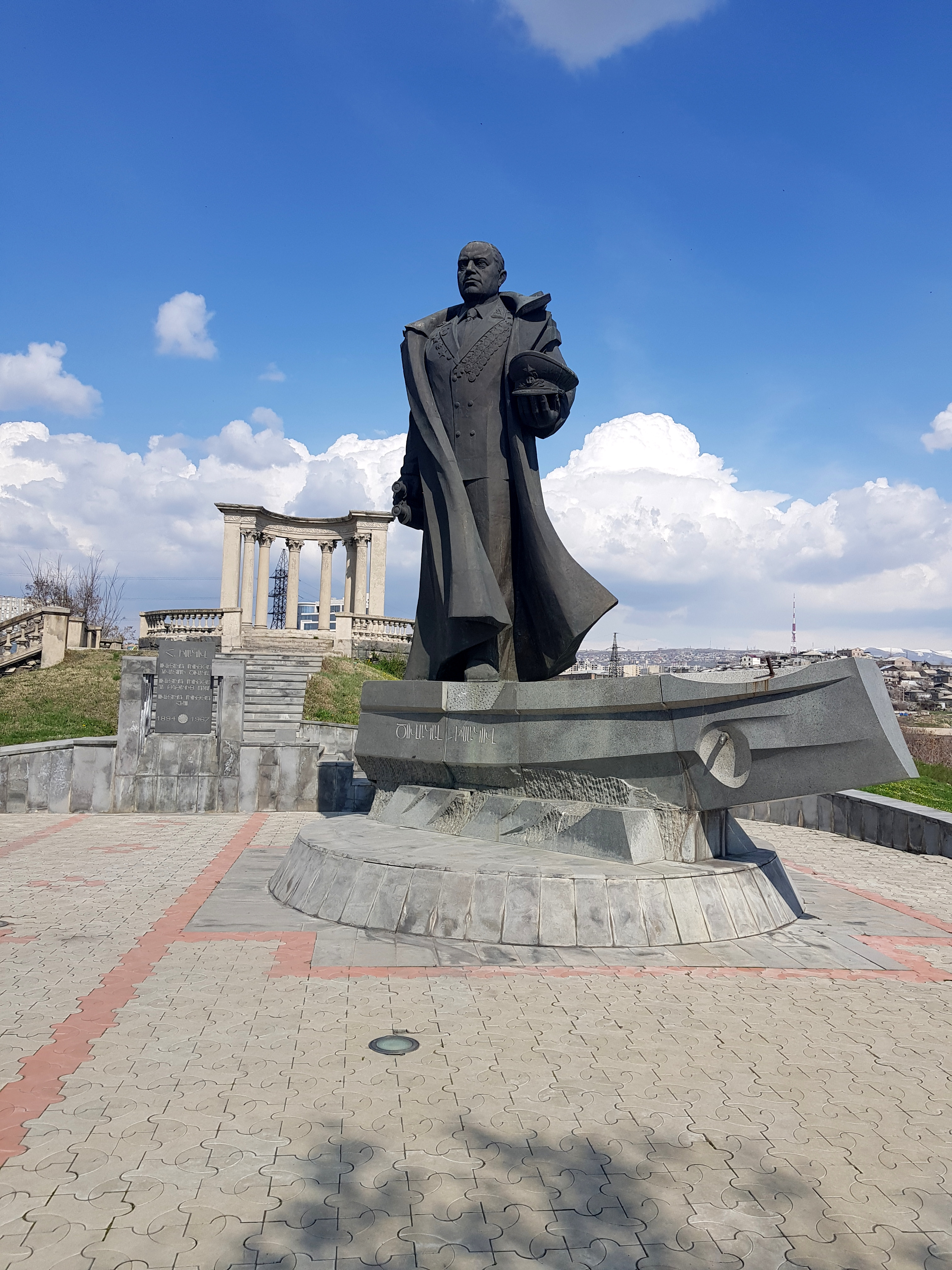
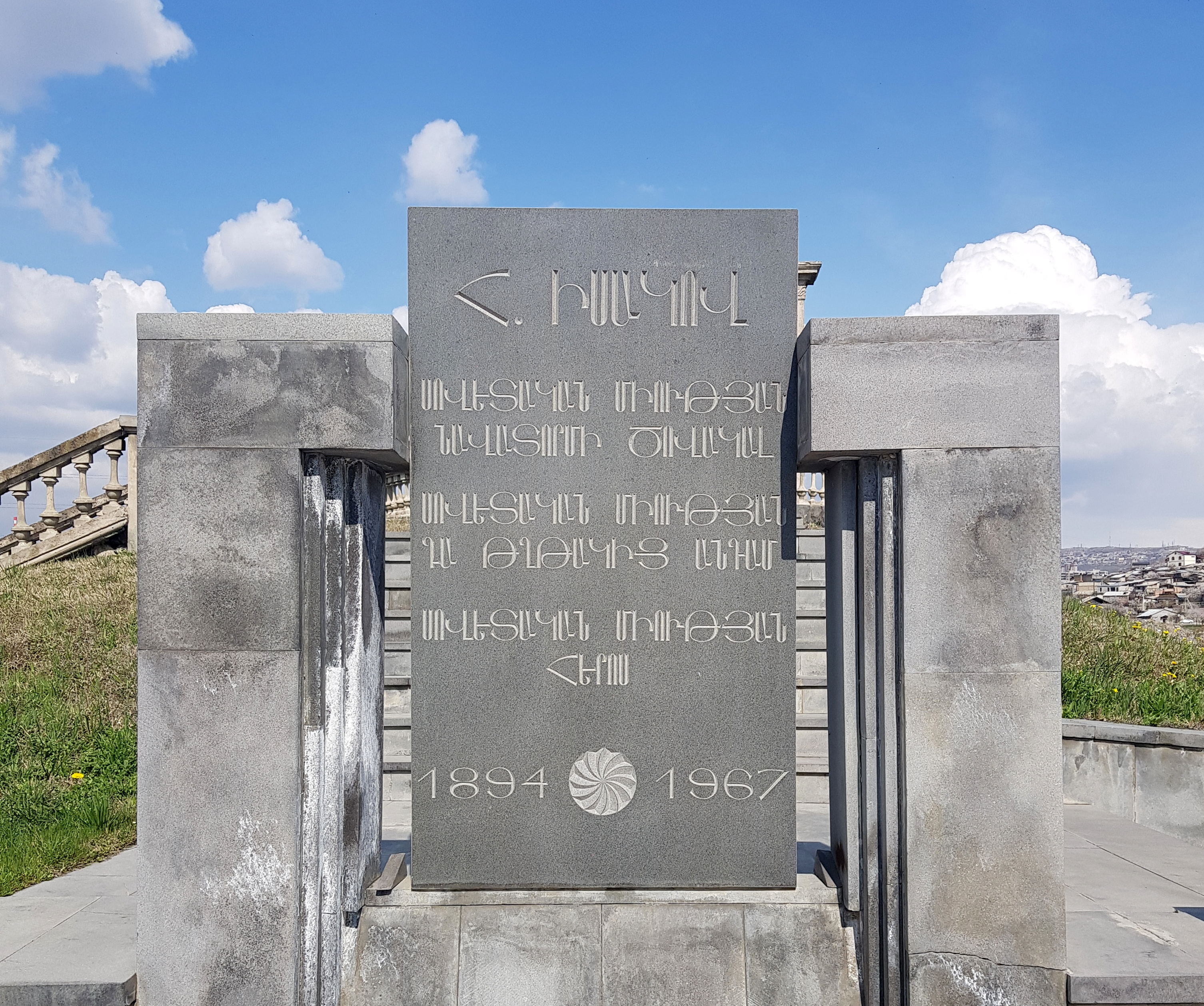

- В районе посёлка Горный Туапсинского района Краснодарского края, на месте ранения И. С. Исакова в 1942 году, в 2013 году открыт памятник адмиралу и военным морякам — участникам Великой Отечественной войны.
- Именем флотоводца назван большой противолодочный корабль «Адмирал Исаков» (в строю в 1970—1994 годах).
- Именем адмирала назван проспект в Ереване, улицы в Санкт-Петербурге (1989), Степанакерте (Нагорный Карабах) и Туапсе, а также в посёлке Горный Туапсинского района Краснодарского края.
- Именем адмирала названа школа № 132 в Ереване (1967) и школа в посёлке Горный Туапсинского района.
- В советское время именем адмирала были названы совхозы в Мартунинском и Мардакертском районах (Нагорный Карабах) Азербайджанской ССР.
- Мемориальные доски в память об адмирале установлены в Москве, где он жил (Смоленская набережная, дом № 5/13), и Сочи — на здании санатория, в котором он лечился после ранения.
- Имя адмирала присвоено подводной горе в Тихом океане, которую открыли советские океанографы (гора Исакова, 32° с.ш., 152° в.д.)[9].
- Именем адмирала названо водохранилище в Луганской области на реке Белая.
- В СССР и Армении были выпущены почтовые марки, посвящённые адмиралу.
- В р.п. Городище Волгоградской области именем адмирала названа улица.

Могила И. С. Исакова на Новодевичьем кладбище.
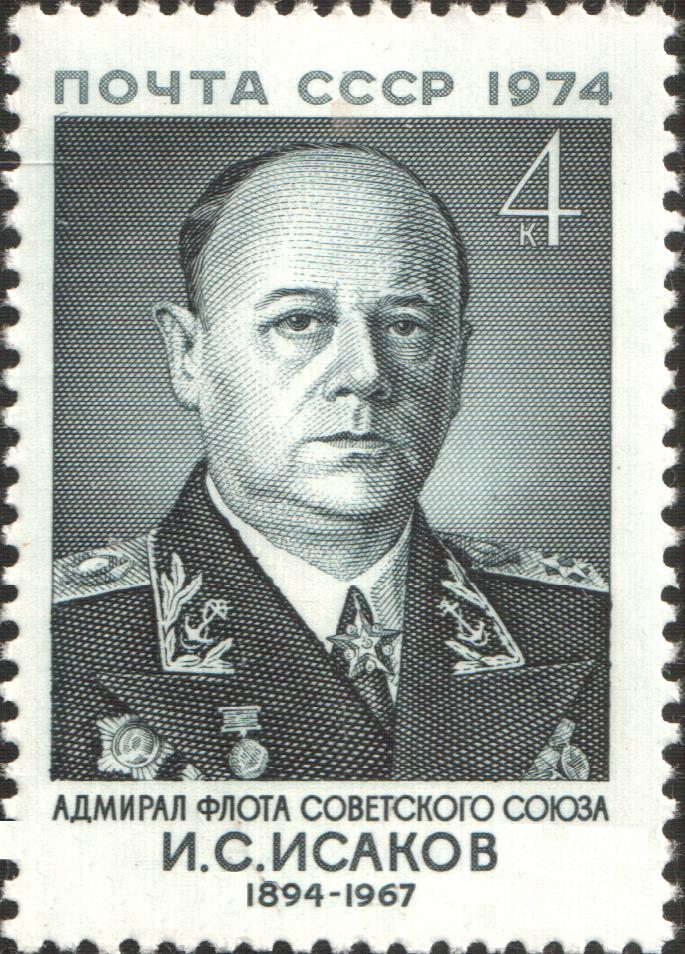
Почтовая марка СССР (1974)
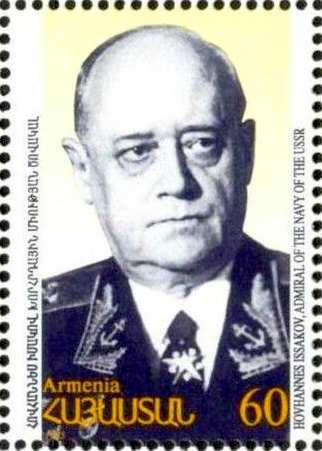
Почтовая марка Армении (1995)
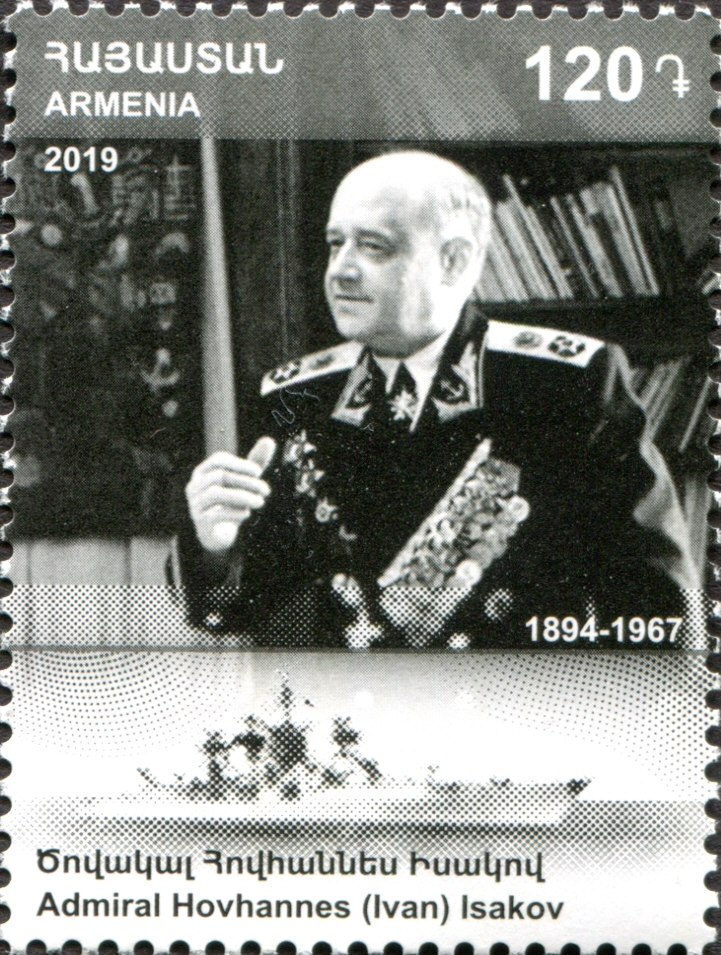
125 лет со дня рождения И. С. Исакова, Почта Армении, 2019
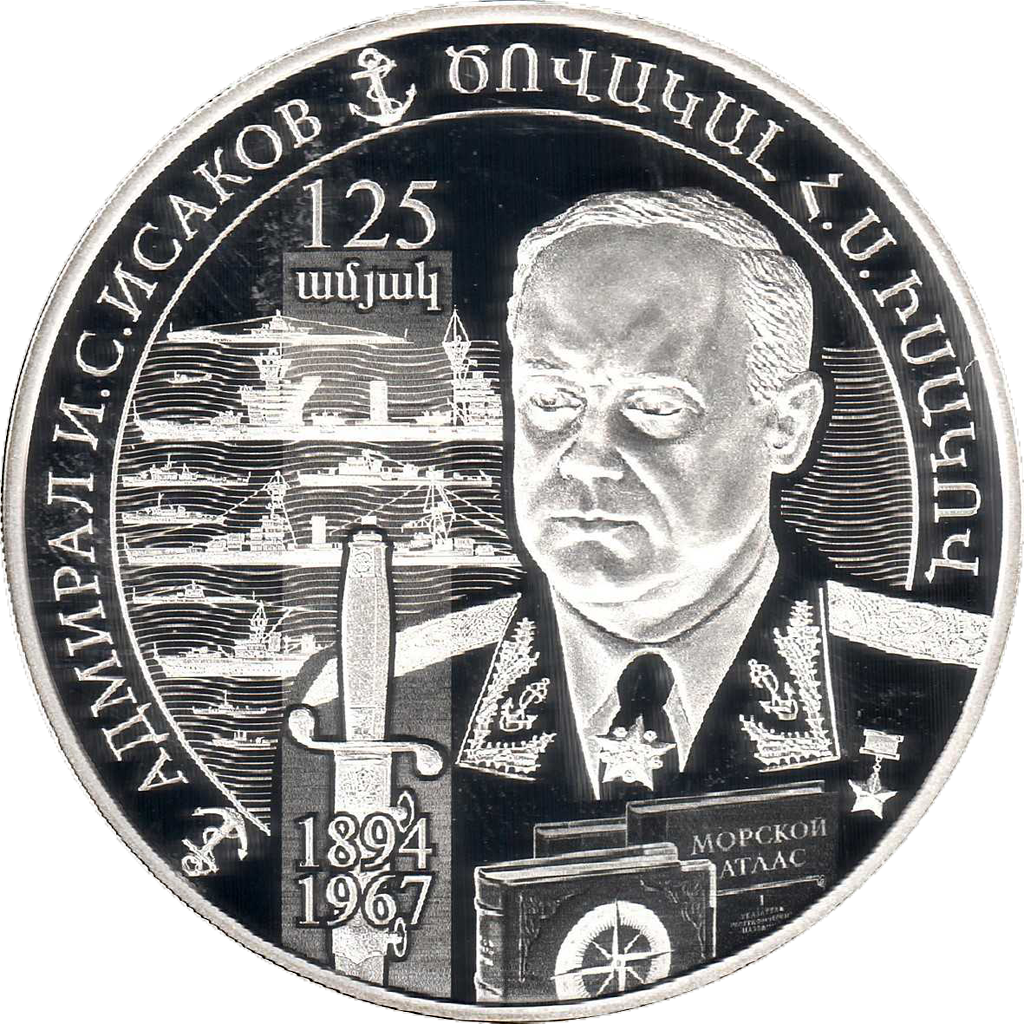
Памятная монета Армении 1000 драмов, посвящённая 125-летию И. С. Исакова (2019)